# Mistrzostwa Świata Juniorów w Narciarstwie Dowolnym i Snowboardzie 2023
6. Mistrzostwa Świata Juniorów w Narciarstwie Dowolnym i Snowboardzie – zawody juniorów w narciarstwie dowolnym i snowboardzie, które odbyły się w dniach 23 marca – 4 września 2023 r. we włoskim Chiesa in Valmalenco (muldy), bułgarskim Bansku (snowboardowe konkurencje równoległe), włoskim Passo San Pellegrino (skicross i snowboardcross), austriackim Obertauern (skoki akrobatyczne) oraz nowozelandzkiej Cardronie (slopestyle i big air).

## Narciarstwo dowolne

### Mężczyźni
| Konkurencja        | Miejscowość          | Data        | Złoto            | Pkt.            | Srebro                  | Pkt.                    | Brąz             | Pkt.            |
| Jazda po muldach   | Chiesa in Valmalenco | 23 marca    | Filip Gravenfors | 77,05           | Jung Dae-yoon           | 73,20                   | Asher Michel     | 69,86           |
| Muldy podwójne     | Chiesa in Valmalenco | 25 marca    | Filip Gravenfors | 22,00           | Emil Holmgren           | 13,00                   | Matéo Jeannesson | 23,00           |
| Skicross           | Passo San Pellegrino | 26 marca    | Fredrik Nilsson  | Fredrik Nilsson | Christoph Danksagmüller | Christoph Danksagmüller | Robin Tissières  | Robin Tissières |
| Skoki akrobatyczne | Obertauern           | 30 marca    | Wang Guochen     | 96,93           | Wołodymyr Kusznir       | 90,24                   | Connor Curran    | 88,12           |
| Slopestyle         | Cardrona             | 30 sierpnia | Charlie Beatty   | 92,25           | Fadri Rhyner            | 87,50                   | Leo Landrø       | 85,50           |
| Big Air            | Cardrona             | 4 września  | Leo Landrø       | 189,75          | Matthew Lepine          | 176,75                  | Fadri Rhyner     | 163,00          |
| Halfpipe           | Cardrona             | 8 września  | Odwołano         | Odwołano        | Odwołano                | Odwołano                | Odwołano         | Odwołano        |

### Kobiety
| Konkurencja        | Miejscowość          | Data        | Złoto           | Pkt.            | Srebro          | Pkt.            | Brąz             | Pkt.           |
| Jazda po muldach   | Chiesa in Valmalenco | 23 marca    | Shiori Asano    | 69,23           | Marin Ito       | 68,98           | Ashley Koehler   | 68,34          |
| Muldy podwójne     | Chiesa in Valmalenco | 25 marca    | Alli Macuga     | 35,00           | Skylar Slettene | Skylar Slettene | Kylie Kariotis   | 35,00          |
| Skicross           | Passo San Pellegrino | 26 marca    | Emeline Bennett | Emeline Bennett | Veronika Redder | Veronika Redder | Margaux Dumont   | Margaux Dumont |
| Skoki akrobatyczne | Obertauern           | 30 marca    | Chen Meiting    | 82,21           | Liu Xuanchi     | 78,75           | Amelia Glogowski | 61,62          |
| Slopestyle         | Cardrona             | 30 sierpnia | Muriel Mohr     | 86,25           | Flora Tabanelli | 81,25           | Mischa Thomas    | 78,00          |
| Big Air            | Cardrona             | 4 września  | Flora Tabanelli | 177,50          | Han Linshan     | 168,75          | Yang Ruyi        | 160,00         |
| Halfpipe           | Cardrona             | 8 września  | Odwołano        | Odwołano        | Odwołano        | Odwołano        | Odwołano         | Odwołano       |

### Mieszane
| Konkurencja              | Miejscowość          | Data     | Złoto                                          | Pkt.                                          | Srebro                                                                | Pkt.                                          | Brąz                                                      | Pkt.                                       |
| Muldy podwójne druż.     | Chiesa in Valmalenco | 24 marca | Stany Zjednoczone Alli Macuga · Asher Michel   | 43,00                                         | Kanada Ashley Koehler · Jean-Christophe Bougie                        | 27,00                                         | Szwecja Moa Gustafson · Emil Holmgren                     | 38,00                                      |
| Skicross druż.           | Passo San Pellegrino | 28 marca | Szwajcaria 1 Robin Tissières · Margaux Dumont  | Szwajcaria 1 Robin Tissières · Margaux Dumont | Kanada 1 Nicholas Katrusiak · Emeline Bennett                         | Kanada 1 Nicholas Katrusiak · Emeline Bennett | Francja 1 Edgar Baillet · Mathilde Brodier                | Francja 1 Edgar Baillet · Mathilde Brodier |
| Skoki akrobatyczne druż. | Obertauern           | 29 marca | Chiny 1 Liu Xuanchi · Chen Shuo · Wang Guochen | 262,22                                        | Stany Zjednoczone 1 Connor Curran · Amelia Glogowski · Ian Schoenwald | 244,97                                        | Kanada 1 Victor Primeau · Charlie Fontaine · Anthony Noel | 244,53                                     |

## Snowboard

### Mężczyźni
| Konkurencja       | Miejscowość          | Data        | Złoto            | Pkt.             | Srebro               | Pkt.                 | Brąz           | Pkt.           |
| Gigant równoległy | Bansko               | 24 marca    | Terweł Zamfirow  | Terweł Zamfirow  | Aleksandyr Kraszniak | Aleksandyr Kraszniak | Max Kühnhauser | Max Kühnhauser |
| Slalom równoległy | Bansko               | 25 marca    | Petyr Gergjowski | Petyr Gergjowski | Aleksandyr Kraszniak | Aleksandyr Kraszniak | Werner Pietsch | Werner Pietsch |
| Snowboardcross    | Passo San Pellegrino | 30 marca    | Álvaro Romero    | Álvaro Romero    | Aïdan Chollet        | Aïdan Chollet        | Achille Leleu  | Achille Leleu  |
| Slopestyle        | Cardrona             | 30 sierpnia | Taiga Hasegawa   | 90,25            | Cameron Spalding     | 87,25                | Yuto Miyamura  | 84,75          |
| Big Air           | Cardrona             | 4 września  | Taiga Hasegawa   | 184,25           | Rocco Jamieson       | 162,00               | Ian Matteoli   | 157,00         |
| Halfpipe          | Cardrona             | 8 września  | Odwołano         | Odwołano         | Odwołano             | Odwołano             | Odwołano       | Odwołano       |

### Kobiety
| Konkurencja       | Miejscowość          | Data        | Złoto                | Pkt.                 | Srebro                  | Pkt.       | Brąz            | Pkt.            |
| Gigant równoległy | Bansko               | 24 marca    | Tsubaki Miki         | Tsubaki Miki         | Iris Pflum              | Iris Pflum | Salome Jansing  | Salome Jansing  |
| Slalom równoległy | Bansko               | 25 marca    | Xenia von Siebenthal | Xenia von Siebenthal | Iris Pflum              | Iris Pflum | Zuzana Maděrová | Zuzana Maděrová |
| Snowboardcross    | Passo San Pellegrino | 30 marca    | Léa Casta            | Léa Casta            | Josie Baff              | Josie Baff | Celia Trinkl    | Celia Trinkl    |
| Slopestyle        | Cardrona             | 30 sierpnia | Lucia Georgalli      | 91,00                | Fanny Piantanida Chiesa | 77,25      | Ally Hickman    | 66,50           |
| Big Air           | Cardrona             | 4 września  | Emeraude Maheux      | 169,00               | Yu Seoung-eun           | 156,50     | Kiara Morii     | 150,00          |
| Halfpipe          | Cardrona             | 8 września  | Odwołano             | Odwołano             | Odwołano                | Odwołano   | Odwołano        | Odwołano        |

### Mieszane
| Konkurencja             | Miejscowość          | Data     | Złoto                                    | Srebro                                              | Brąz                                       |
| Slalom równoległy druż. | Bansko               | 26 marca | Niemcy 1 Max Kühnhauser · Salome Jansing | Szwajcaria 1 Nicola Meisser · Flurina Neva Baetschi | Czechy 1 Kryštof Minárik · Zuzana Maděrová |
| Snowboardcross druż.    | Passo San Pellegrino | 31 marca | Australia 1 James Johnstone · Josie Baff | Francja 2 Achille Leleu · Camille Poulat            | Francja 1 Aïdan Chollet · Léa Casta        |

## Tabela medalowa
| #   | Reprezentacja     | Złoto | Srebro | Brąz | Razem |
| --- | ----------------- | ----- | ------ | ---- | ----- |
| 1.  | Japonia           | 4     | 1      | 2    | 7     |
| 2.  | Kanada            | 3     | 4      | 2    | 9     |
| 3.  | Chiny             | 3     | 2      | 1    | 6     |
| 4.  | Szwecja           | 3     | 1      | 1    | 5     |
| 5.  | Stany Zjednoczone | 2     | 4      | 4    | 10    |
| 6.  | Szwajcaria        | 2     | 2      | 3    | 7     |
| 7.  | Bułgaria          | 2     | 2      | 0    | 4     |
| 8.  | Niemcy            | 2     | 1      | 3    | 6     |
| 9.  | Francja           | 1     | 2      | 3    | 6     |
| 10. | Włochy            | 1     | 2      | 1    | 4     |
| 11. | Australia         | 1     | 1      | 1    | 3     |
| 11. | Nowa Zelandia     | 1     | 1      | 1    | 3     |
| 13. | Norwegia          | 1     | 0      | 1    | 2     |
| 14. | Hiszpania         | 1     | 0      | 0    | 1     |
| 15. | Korea Południowa  | 0     | 2      | 0    | 2     |
| 16. | Austria           | 0     | 1      | 1    | 2     |
| 17. | Ukraina           | 0     | 1      | 0    | 1     |
| 18. | Czechy            | 0     | 0      | 2    | 2     |
| 19. | Wielka Brytania   | 0     | 0      | 1    | 1     |